# Ошстет
Ошстет (фр. Hochstett) — коммуна на северо-востоке Франции в регионе Гранд-Эст (бывший Эльзас — Шампань — Арденны — Лотарингия), департамент Нижний Рейн, округ Агно-Висамбур, кантон Агно.
Площадь коммуны — 2,13 км², население — 326 человек (2006) с тенденцией к стабилизации: 324 человека (2013), плотность населения — 152,1 чел/км².

## Население
Население коммуны в 2011 году составляло 311 человек, в 2012 году — 316 человек, а в 2013-м — 324 человека.
| 1962 | 1968 | 1975 | 1982 | 1990 | 1999 | 2006 | 2008 | 2011 | 2012 | 2013 |
| ---- | ---- | ---- | ---- | ---- | ---- | ---- | ---- | ---- | ---- | ---- |
| 135  | 125  | 151  | 159  | 185  | 241  | 326  | 324  | 311  | 316  | 324  |

Динамика населения:

## Экономика
В 2010 году из 217 человек трудоспособного возраста (от 15 до 64 лет) 172 были экономически активными, 45 — неактивными (показатель активности 79,3 %, в 1999 году — 80,3 %). Из 172 активных трудоспособных жителей работали 168 человек (90 мужчин и 78 женщин), 4 числились безработными (один мужчина и три женщины). Среди 45 трудоспособных неактивных граждан 17 были учениками либо студентами, 18 — пенсионерами, а ещё 10 — были неактивны в силу других причин.